# Peuples indigènes de Sibérie
Les peuples indigènes de Sibérie représentent environ 10 % de la population actuelle de la Sibérie, qui compte elle-même 40 millions d'habitants.
Ces peuples sont devenus minoritaires à la suite de l'arrivée massive de Russes entre le XVIIe siècle et le XIXe siècle, lors de la conquête de la Sibérie par la Russie. Dans l'Empire russe, ils faisaient partie de la catégorie sociale des inorodtsy.
On recense notamment parmi les peuples indigènes de Sibérie les Aléoutes, les Tchouktches, les Tchouvanes, les Dolganes, les Énètses, les Evenks, les Évènes, les Inuits, les Itelmènes, les Kètes, les Khantys, les Koriaks, les Koumandines, les Mansis, les Nanaïs, les Néguidales, les Nénètses, les Nganassanes, les Nivkhes, les Orotches, les Oroks, les Samis, les Selkoupes, les Chor, les Téléoutes, les Tofalars, les Touvains, les Oudihés, les Oultches et les Youkaguirs. Ces peuples parlent diverses langues qui ne s'apparentent pas au russe.